# Flavius Domide
Flavius Domide (Arad, 11 maggio 1946) è un ex calciatore rumeno, di ruolo attaccante.

## Carriera
Con la Nazionale rumena ha preso parte ai Mondiali 1970.

## Palmarès

### Club

#### Competizioni nazionali
- Campionato rumeno: 2

UTA Arad: 1968-1969, 1969-1970